# Adriaan Van Baerland
Adriaan Van Baerland, latinisé en Adrianus Barlandus, né le 28 septembre 1487 à Baarland, mort le 30 novembre 1538 à Louvain, est un historien, philosophe et philologue humaniste hollandais.

## Biographie
À l’âge de onze ans, le père de Baerland l’envoya à Gand pour y faire ses premières études sous la direction de Pierre Scotus, littérateur et professeur distingué. Il ne demeura à Gand que quatre années. Ensuite, il vint, en 1501, à Louvain, où il suivit, pendant quatre ans, les leçons de la faculté des arts, et obtint, En 1505, sa licence en philosophie puis, à l’âge de vingt ans, sa maitrise ès arts. Dès qu’il eut terminé son cours de philosophie, il résolut de s’adonner exclusivement aux belles-lettres, pour lesquelles il avait manifesté, depuis son enfance, un gout tout particulier. Il commença immédiatement à enseigner le latin pour devenir, en 1509, professeur de philosophie. Après la première année, il se spécialisa en théologie. En 1515, il entra dans la prêtrise, tout en passant la majeure partie de son temps comme lecteur à l’université et comme tuteur, cat il n’était pas insensible aux prébendes ou aux offices qui lui offraient un revenu décent. Il enseigna alors la philosophie comme legens et était attaché à la Faculté des Lettres comme quodlibetarius.
Bientôt, il céda aux instances de ses amis et aux conseils d’hommes sages, et se mit à enseigner les belles-lettres. Pendant plus de neuf ans, ses leçons privées furent suivies par un grand nombre d’auditeurs, dont plusieurs reconnurent en avoir tiré le plus grand profit. À l’ouverture du Collège des Trois-Langues, en 1518, Baerland fut choisi pour occuper la chaire de langue latine. Il donna sa première leçon le 1er septembre de cette année, au couvent des Augustins, les bâtiments du nouveau collège n’étant pas encore achevés.
Après un an et trois mois, il démissionna, en partie parce que sa rémunération était trop faible, et en partie en raison de frictions entre la Faculté des arts et le nouveau collège, et se rendit en Angleterre, en qualité de précepteur du jeune Antoine, seigneur de Grimbergen. Puis il revint en Belgique et alla s’installer à Afflighem, pour diriger les études de Charles de Croy, administrateur de l’abbaye, qu’il avait déjà compté au nombre de ses élèves, à Louvain. Plus tard, il fut rappelé dans cette dernière ville et chargé du cours d’éloquence qui se donnait, le mardi et le jeudi, à l’école publique de la faculté des arts. Il succéda comme rhetor publicus à Jean Paludanus, mort au mois de février 1525 et occupa, selon de Walter Driessens, cette fonction jusqu’à sa mort.
Baerland a pris une grande part au mouvement littéraire qui a eu lieu en Belgique, au commencement du xvie siècle. Très tôt un grand partisan d’Érasme, dont il dressa, en 1516, un catalogue des écrits, sous le nom de son frère Cornelius Barlandus, il fut l’un des promoteurs du retour à l’étude des auteurs classiques grecs et latins, qu’il appelait omnis doctrinæ parentes. Dans ses leçons et dans ses écrits, tous ses efforts tendaient à inspirer à ses élèves et à ses lecteurs le gout pour les chefs-d’œuvre de l’antiquité. Ses ouvrages sur les belles-lettres et les études historiques se distinguent par une érudition étendue et variée, et une latinité très correcte. Il avait un frère médecin, Hubert de Baerland, né à Baarland vers 1580, mort au milieu du xvie siècle.

## Publications

### Lettres
- Dialogi LΧΙΙΙ ad profligandam e scholis barbariem.Cet ouvrage a eu plusieurs éditions.
- Epistola de ratione studii ad Guilielmum Zagarum.
- Institutio hominis christiani aphorismis digesta.
- Institutio compendiosa artis oratoriæ et amplificandi ex topicis ratio.
- Jocorum veterum ac recentiorum libri III.
- Scholia in selectas Plinii secundi epistolas.
- Scholia in Menandri carmina sive dicta.
- Argumenta et commentarius in Publii Terentii comœdias, in quibus et artificium ostenditur oratorium et multi difficiles poetæ nodi explicantur, quos interpretes alii reliquerunt.
- Enarrationes in IV libros priores Æneidos Virgilianæ.
- In primam Ciceronis Catilinariam et Philippicam nonam.
- Versuum ex Bucolicis Virgilii proverbialium Collectanea.
- De Laudibus amœnissimi Lovanii.
- Prologus in Plauti Aululariam.
- De literatis urbis Romæ principibus opusculum.
- In omnes Erasmi adagiorum Chiliadas epitome.La nomenclature des différentes éditions qu’ont eues ces ouvrages et leur description sont disponibles dans le Mémoire sur le collège des Trois-Langues, à Louvain, de Félix Nève, p. 401 et suiv. À Noter qu’au no 9, il faut lire in IV libros et non pas in VI libros, comme le donne l’auteur du mémoire.

### Histoire
- Rerum gestarum a Brabantiæ Ducibus Historia, nunc primum latine conscripta per Adrianum Barlandum usque in annum vigesimum sextum supra M. D. restitutæ salutis. Imperante Carolo Quinto principe invictissimo. Catalogus insignium oppidorum Germaniæ inferioris. Emendationes, quibus incuriæ Typographorum occurritur. On lit à la dernière page : Hadrianus Tilianus et Johannes Hoochstratanus Antverpiæ excudebant, Nostræ salutatis anno M.D.XXVI.Cette première édition, formant un vol. in-12, de 193 pages non chiffrées, est d’une extreme rareté. L’Histoire de Baarland a été imprimée à plusieurs reprises, entre autres, avec des additions et des gravures, sous le titre de Ducum Brabantiæ chronica, à l’imprimerie plantinienne, en 1600 ; 1 vol. in-fol. Il existe également des traductions de l’ouvrage de Baerland. En 1553, a paru à Anvers, chez Jean Wynrycx : Die Chronycke van Brabant int corte… duer de wel geleerden Adrianus Baarland, en nu eerst int duytsche overgheset ; 1 vol in-8° ; et, en 1603, Jean-Baptiste Vrients publia, dans la même ville, les Chroniques des Ducs de Brabant composées par Adrian Barlande, rhétoricien de Louvain et nouvellement enrichies de leurs figures et pourtraits ; 1 vol. in-fol. de xviii-198 p.
- Hadriani Barlandi rhetoris inclytæ Academiæ Lovanien. Libri tres, de Rebus gestis Ducum Brabantiæ. Eiusdem de Ducibus Venetis liber unus. Lovanii, ex officina Rutgeri Rescii. Cal. Maij, an. M.D.XXXII, sumptibus eiusdem, ac Bartholomæi Gravij ; vol. in-12 non chiffré, portant les signatures A-X 5.La première partie de cet ouvrage ne doit pas être confondue avec l’Histoire ou Chronique mentionnée supra.
- Hadriani Barlandi Hollandiæ comitum historia et icones : cum selectis scholiis ad Lectoris lucem. Eiusdem Barlandi Caroli Burgundiæ ducis vita. Item Ultrajectensium episcoporum catalogus et res gestæ. Lugduni-Batavorum, ex off. Christophori Plantini, CIO.IO.LXXXIV ; vol. in-fol. de viii-127-31 p. Réimp. l’année suivante, à Francfort ; vol. in-8° de xvi-393-109 p.
- Historiarum liber, quo res maxime memorabiles continentur quæ a Christo nato usque ad annum 32 supra MD contigerunt. Imprimé dans les Historica de Baerland, Cologne, 1603.
- Dissertatio de bono principe contra Nicolaum Machiavellum, Amstelodami, 1633 ; in-fol.

Les écrits historiques et quelques autres ouvrages de Baarland ont été réunis en un volume in-12, et imprimés à Cologne, en 1603 sous le titre de : Historica Hadriani Barlandi, rhetoris Lovaniensis, nunc primum collecta, simulque edita ; vol. de xiii-434 p.

## Sources
- Edmond Henri Joseph Reusens (en), Biographie nationale de Belgique, t. 1 (lire sur Wikisource), « Barlandus, Adrien »